# Годсвілл Екполо
Годсвілл Екполо (англ. Godswill Ekpolo, нар. 14 травня 1995, Бенін-Сіті) — нігерійський футболіст, захисник кіпрського клубу АЕК (Ларнака). Виступав також за низку клубів різних країн. Володар Кубка Кіпру.

## Ігрова кар'єра
Годсвілл Екполо народився 1995 року в місті Бенін-Сіті. У 2005 році Екполо прийняли до академії іспанського футбольного клубу «Барселона», а в 2014 році нігерієць розпочав грати за другу команду клубу, в якій виступав до 2016 року. З 2016 до 2018 року футболіст грав у складі англійського клубу третього дивізіону «Флітвуд Таун», а в другій половині 2018 року грав у іспанському клубі «Мерида».
У кінці 2018 року Екполо став гравцем шведського клубу «Геккен», а на початку 2022 року перейшов до складу іншого шведського клубу «Норрчепінг». Протягом 2023—2024 років нігерійський захисник грав у складі кіпрського клубу «Аполлон». З 2024 року Годсвілл Екполо грає у складі іншого кіпрського клубу АЕК. У складі команди в сезоні 2024—2025 років футболіст став володарем Кубка Кіпру.

## Титули і досягнення
- Переможець Юнацької ліги УЄФА (1):

Барселона: 2013–2014
- Володар Кубка Кіпру (1):

АЕК (Ларнака): 2024–2025